# James Carnegie, 3. vévoda z Fife
James Carnegie, 3. vévoda z Fife (James George Alexander Bannerman Carnegie; 23. září 1929, Londýn – 22. června 2015, Angus) byl britský držitel půdy, farmář a peer. Byl vnukem princezny Luisy, nejstarší dcery britského krále Eduarda VII. a Alexandry Dánské. Jako potomek britského panovníka v ženské linii nevykonával královské ani úřední povinnosti ani nepřijímal žádné finanční prostředky z občanského seznamu. Byl vzdáleným bratrancem královny Alžběty II., Margaret, hraběnky ze Snowdonu a norského krále Haralda V. Přes dědečka z matčiny strany byl také potomkem Viléma IV. Britského a Dorothy Jordan.

## Původ a mládí
James se narodil jako jediný syn 11. hraběte ze Southesku a jeho manželky Maud, mladší dcery 1. vévody z Fife a Luisy Koburské. Jedním z jeho kmotrů byl britský král Jiří V., matčin strýc, který byl na křtu zastoupen svým nejstarším synem a dědicem, princem z Walesu.
James se vzdělával v Ludgrove na Gordonstoun School a na Královské zemědělské univerzitě v Cirencesteru. V letech 1948–50 sloužil se skotskou stráží v Malajsku. Sloužil také jako místo patron Braemarské Královské vysočinské společnosti a Britské olympijské asociace.

## Vévoda z Fife
Vévodství Fife bylo poprvé uděleno v roce 1889 Jamesovu dědečkovi, 6. hraběti z Fife, královnou Viktorií při jeho sňatku s princeznou Luisou, nejstarší dcerou prince z Walesu. V dubnu 1900 získal první vévoda nový patent jako vévoda z Fife a hrabě z Macduffu ve šlechtickém stavu Spojeného království, tentokrát se zvláštním ostatkem jeho dcerám s princeznou Luisou a jejich mužským potomkům. Jedinými potomky vévodského páru byly dvě dcery, vévodství zdědila starší z nich Alexandra, která se provdala za Artura z Connaughtu.
26. února 1959 se stal James po své tetě Alexandře vévodou z Fife a hrabětem z Macduffu, protože její jediné dítě, syn Alastair zemřel bezdětn ještě před svou ní. 16. února 1992 se stal po smrti otce také hrabětem ze Southesku a předákem rodu Carnegie.
Žil v Elsick House na svém pozemku u Stonehavenu v Kincardineshire a také hospodařil na rodinném panství kolem zámku Kinnaird v Brechinu. Mezi jeho zájmy patřila sportovní auta, na Rallye Monte Carlo v roce 1955 řídil Ford Zephyr 6.

## Car Mikuláš II.
V 90. letech 20. století byla vévodova mitochondriální DNA využita k identifikaci kostí nalezených v roce 1979 na Sibiři jako ostatky posledního ruského cara Mikuláše II., který byl v roce 1918 zavražděn s manželkou a dětmi. Alexandra Dánská, vévodova prababička, byla starší sestrou carovi matky Dagmar. Test vyžadoval potomka ženské linie, protože mDNA, pokud neexistuje mutace, je předávána v nezměněné podobě z matky na dítě. V případě vévody Jamese přešla mDNA od královny Alexandry na jeho babičku Luisu Koburskou, pak na jeho matku Maud a pak na něj. Vévodova mDNA se na 98,5 procenta shodovala s kostmi, což je vzácná nedokonalá shoda, o níž vědci měli podezření, že je způsobena genetickou mutací na ruské straně zvanou heteroplazmie. V roce 1994 byly v Petrohradě exhumovány ostatky Mikulášova mladšího bratra Georgije. Mitochondriální DNA od velkovévody Georgije také odhalila heteroplazmii, což potvrzuje teorii mutace a nezvratný důkaz, že kosti skutečně patřily poslednímu ruskému carovi.

## Manželství a potomci

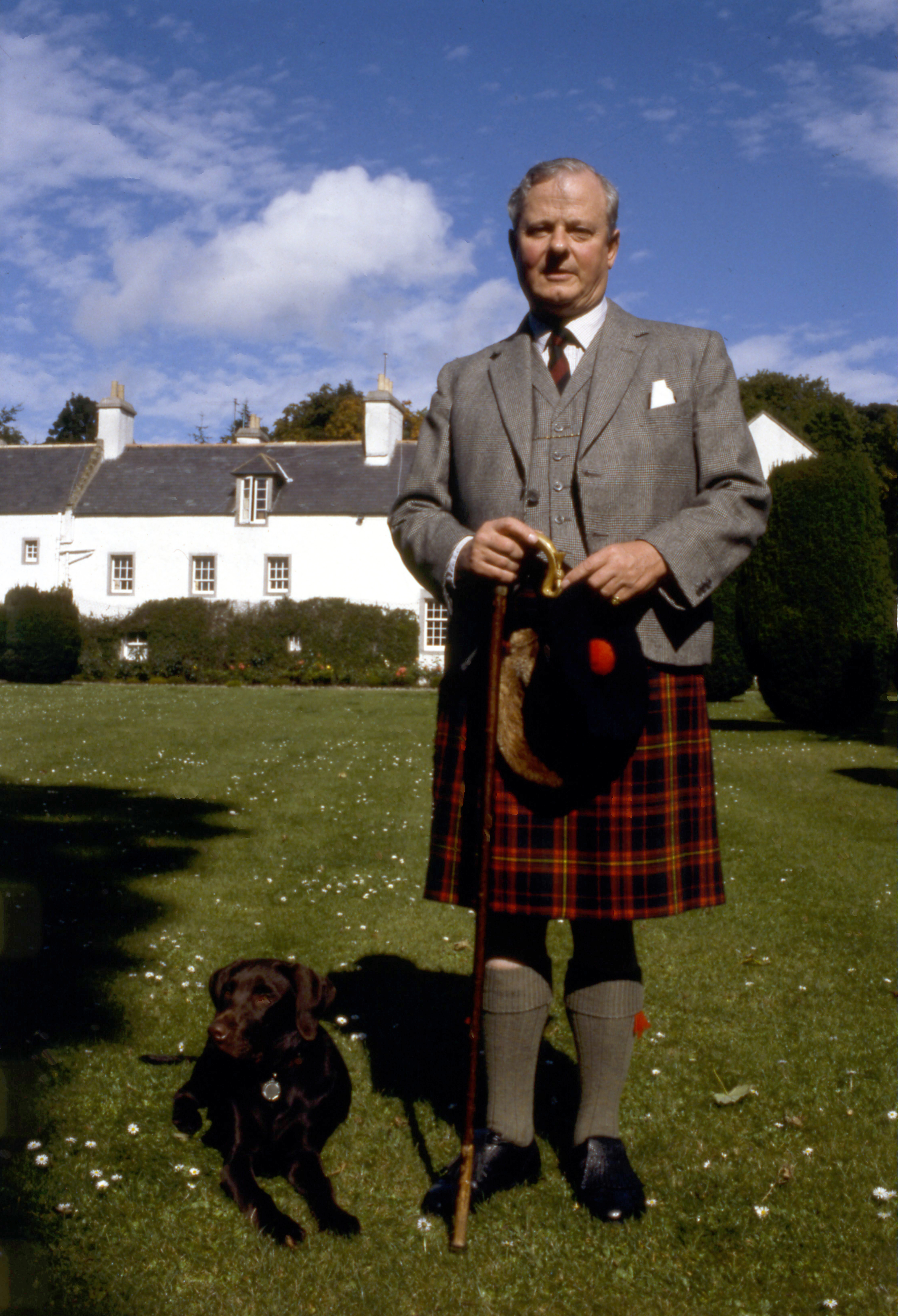
Vévoda před Elsick House
(fotografováno Allanem Warrenem, 1984)

V mládí bylo vévodovo jméno různě spojováno s princeznou Margaret, balerínou Mary Drage a Divinou Galicou.
11. září 1956 se šestadvacetiletý lord Carnegie oženil s o pět let mladší Caroline Dewarovou, nejstarší dcerou 3. barona Forteviota. Do jejich rozvodu v roce 1966 se jim narodily tři děti:
- syn (4. dubna 1958)
- Lady Alexandra Clare Carnegie (20. června 1959), 11. května 2001 se provdala za Marka Fleminga Etheringtona, se kterým má jednu dceru Amélii.
- David Carnegie, 4. vévoda z Fife (3. března 1961), 16. června 1987 se oženil s Caroline Anne Buntingovou, se kterou má tři syny.

## Vývod z předků
|                                  |                                          |  |                |                                                  |  |  |  |  |  |  |  | James Carnegie, 5. baronet |
|                                  |                                          |  |                |                                                  |  |  |  |  |  |  |  |                            |
|                                  | James Carnegie, 9. hrabě ze Southesku    |  |                |                                                  |  |  |  |  |  |  |  |                            |
|                                  |                                          |  |                |                                                  |  |  |  |  |  |  |  |                            |
|                                  |                                          |  |                | Charlotte Lysonsová                              |  |  |  |  |  |  |  |                            |
|                                  |                                          |  |                |                                                  |  |  |  |  |  |  |  |                            |
|                                  | Charles Carnegie, 10. hrabě ze Southesku |  |                |                                                  |  |  |  |  |  |  |  |                            |
|                                  |                                          |  |                |                                                  |  |  |  |  |  |  |  |                            |
|                                  |                                          |  |                | Charles Noel, 1. hrabě z Gainsborough            |  |  |  |  |  |  |  |                            |
|                                  |                                          |  |                |                                                  |  |  |  |  |  |  |  |                            |
|                                  | Catherine Hamilton Noelová               |  |                |                                                  |  |  |  |  |  |  |  |                            |
|                                  |                                          |  |                |                                                  |  |  |  |  |  |  |  |                            |
|                                  |                                          |  |                | Arabella Williamsová                             |  |  |  |  |  |  |  |                            |
|                                  |                                          |  |                |                                                  |  |  |  |  |  |  |  |                            |
|                                  | Charles Carnegie, 11. hrabě ze Southesku |  |                |                                                  |  |  |  |  |  |  |  |                            |
|                                  |                                          |  |                |                                                  |  |  |  |  |  |  |  |                            |
|                                  |                                          |  |                | Charles Bannerman, 8. baronet                    |  |  |  |  |  |  |  |                            |
|                                  |                                          |  |                |                                                  |  |  |  |  |  |  |  |                            |
|                                  | Alexander Bannerman, 9. baronet          |  |                |                                                  |  |  |  |  |  |  |  |                            |
|                                  |                                          |  |                |                                                  |  |  |  |  |  |  |  |                            |
|                                  |                                          |  |                | Anne Bannermanová                                |  |  |  |  |  |  |  |                            |
|                                  |                                          |  |                |                                                  |  |  |  |  |  |  |  |                            |
|                                  | Ethel Mary Elizabeth Bannermanová        |  |                |                                                  |  |  |  |  |  |  |  |                            |
|                                  |                                          |  |                |                                                  |  |  |  |  |  |  |  |                            |
|                                  |                                          |  |                | George Sackville-West, 5. hrabě De La Warr       |  |  |  |  |  |  |  |                            |
|                                  |                                          |  |                |                                                  |  |  |  |  |  |  |  |                            |
|                                  | Arabella Diana Sackville-Westová         |  |                |                                                  |  |  |  |  |  |  |  |                            |
|                                  |                                          |  |                |                                                  |  |  |  |  |  |  |  |                            |
|                                  |                                          |  |                | Elizabeth Sackville-Westová, hraběnka De La Warr |  |  |  |  |  |  |  |                            |
|                                  |                                          |  |                |                                                  |  |  |  |  |  |  |  |                            |
| James Carnegie, 3. vévoda z Fife |                                          |  |                |                                                  |  |  |  |  |  |  |  |                            |
|                                  |                                          |  |                |                                                  |  |  |  |  |  |  |  |                            |
|                                  |                                          |  | Alexander Duff |                                                  |  |  |  |  |  |  |  |                            |
|                                  |                                          |  |                |                                                  |  |  |  |  |  |  |  |                            |
|                                  | James Duff, 5. hrabě Fife                |  |                |                                                  |  |  |  |  |  |  |  |                            |
|                                  |                                          |  |                |                                                  |  |  |  |  |  |  |  |                            |
|                                  |                                          |  |                | Anne Steinová                                    |  |  |  |  |  |  |  |                            |
|                                  |                                          |  |                |                                                  |  |  |  |  |  |  |  |                            |
|                                  | Alexander Duff, 1. vévoda z Fife         |  |                |                                                  |  |  |  |  |  |  |  |                            |
|                                  |                                          |  |                |                                                  |  |  |  |  |  |  |  |                            |
|                                  |                                          |  |                | William Hay, 18. hrabě z Errollu                 |  |  |  |  |  |  |  |                            |
|                                  |                                          |  |                |                                                  |  |  |  |  |  |  |  |                            |
|                                  | Agnes Duffová, hraběnka Fife             |  |                |                                                  |  |  |  |  |  |  |  |                            |
|                                  |                                          |  |                |                                                  |  |  |  |  |  |  |  |                            |
|                                  |                                          |  |                | Elizabeth Hayová, hraběnka z Errollu             |  |  |  |  |  |  |  |                            |
|                                  |                                          |  |                |                                                  |  |  |  |  |  |  |  |                            |
|                                  | Maud, hraběnka ze Southesku              |  |                |                                                  |  |  |  |  |  |  |  |                            |
|                                  |                                          |  |                |                                                  |  |  |  |  |  |  |  |                            |
|                                  |                                          |  |                | Albert Sasko-Kobursko-Gothajský                  |  |  |  |  |  |  |  |                            |
|                                  |                                          |  |                |                                                  |  |  |  |  |  |  |  |                            |
|                                  | Eduard VII.                              |  |                |                                                  |  |  |  |  |  |  |  |                            |
|                                  |                                          |  |                |                                                  |  |  |  |  |  |  |  |                            |
|                                  |                                          |  |                | Královna Viktorie                                |  |  |  |  |  |  |  |                            |
|                                  |                                          |  |                |                                                  |  |  |  |  |  |  |  |                            |
|                                  | Luisa Koburská, vévodkyně z Fife         |  |                |                                                  |  |  |  |  |  |  |  |                            |
|                                  |                                          |  |                |                                                  |  |  |  |  |  |  |  |                            |
|                                  |                                          |  |                | Kristián IX.                                     |  |  |  |  |  |  |  |                            |
|                                  |                                          |  |                |                                                  |  |  |  |  |  |  |  |                            |
|                                  | Alexandra Dánská                         |  |                |                                                  |  |  |  |  |  |  |  |                            |
|                                  |                                          |  |                |                                                  |  |  |  |  |  |  |  |                            |
|                                  |                                          |  |                | Luisa Hesensko-Kasselská                         |  |  |  |  |  |  |  |                            |
|                                  |                                          |  |                |                                                  |  |  |  |  |  |  |  |                            |